# 马克·布热津斯基
马克·弗朗西斯·布热津斯基（英語：Mark Francis Brzezinski，1965年4月7日—）是一位美国律师及外交官，現任美國駐波蘭大使，此前於2011年到2015年担任美國駐瑞典大使。

## 家庭
他是美国国家安全顾问兹比格涅夫·布热津斯基的儿子，也是波兰外交官塔德乌什·布热津斯基的孙子。他母亲是埃米莉·贝奈斯·布热津斯基是前任捷克斯洛伐克总统爱德华·贝奈斯的侄孙女。他的妹妹米卡·布热津斯基是《早安，乔》（Morning Joe）的共同主持人。哥哥伊恩·布热津斯基是军事专家。堂兄弟马修·布热津斯基是作家。

## 生平
马克·布热津斯基毕业于达特茅斯学院和弗吉尼亚大学法学院。博士毕业于牛津大学。成为福布莱特计划学者。
1996年到1999年华盛顿律所Hogan & Hartson的证券业务员。
1999年到2001年担任克林顿总统美国国家安全委员会的俄罗斯/欧亚事务主任和东南欧事务主任。
他是总统竞选团队贝拉克·奥巴马的外国政策顾问。 之后被任命为美國駐瑞典大使。

## 个人生活
他第一任妻子是律师Carolyn M. Campbell 他的第二任妻子是Natalia Lopatniuk，两人于2008年结婚。